# Do You Know
Do You Know – drugi solowy album amerykańskiej piosenkarki Michelle Williams.

## Lista piosenek
| #   | Tytuł                                |      |
| --- | ------------------------------------ | ---- |
| 1.  | "Purpose In Your Storm"              | 4:21 |
| 2.  | "Never Be The Same"                  | 5:38 |
| 3.  | "Love Thang"                         | 4:37 |
| 4.  | "Do You Know"                        | 4:28 |
| 5.  | "The Incident"                       | 3:14 |
| 6.  | "My Only Love Is You"                | 3:48 |
| 7.  | "15 Minutes"                         | 4:43 |
| 8.  | "No One Like You"                    | 3:35 |
| 9.  | "The Way Of Love"                    | 3:43 |
| 10. | "Rescue My Heart"                    | 5:04 |
| 11. | "Didn't Know"                        | 3:48 |
| 12. | "The Movement"                       | 3:05 |
| 13. | "Have You Ever"                      | 4:54 |
| 14. | "I Know" (featuring Destiny's Child) | 3:42 |

### Reedycja
| #   | Tytuł                                   |      |
| --- | --------------------------------------- | ---- |
| 1.  | "It's Good To Be Here"                  | 4:06 |
| 2.  | "Purpose In Your Storm"                 | 4:21 |
| 3.  | "Never Be The Same"                     | 5:38 |
| 4.  | "Love Thang"                            | 4:37 |
| 5.  | "Do You Know"                           | 4:28 |
| 6.  | "The Incident"                          | 3:14 |
| 7.  | "My Only Love Is You"                   | 3:48 |
| 8.  | "15 Minutes"                            | 4:43 |
| 9.  | "No One Like You"                       | 3:35 |
| 10. | "The Way Of Love"                       | 3:43 |
| 11. | "Amazing Love" (Produced by Percy Bady) | 4:56 |
| 12. | "Didn't Know"                           | 3:48 |
| 13. | "The Movement"                          | 3:05 |
| 14. | "Have You Ever"                         | 4:54 |